# Pedostrangalia rubricosa
Pedostrangalia rubricosa är en skalbaggsart som beskrevs av Holzschuh 2008. Pedostrangalia rubricosa ingår i släktet Pedostrangalia och familjen långhorningar.
Artens utbredningsområde är Laos. Inga underarter finns listade i Catalogue of Life.